# 28602 Westfall
28602 Westfall è un asteroide della fascia principale. Scoperto nel 2000, presenta un'orbita caratterizzata da un semiasse maggiore pari a 2,6340954 UA e da un'eccentricità di 0,0469134, inclinata di 2,96163° rispetto all'eclittica.